# 岡本善久
岡本 善久（おかもと よしひさ、1973年1月28日 - ）は、鹿児島読売テレビ（KYT）の元アナウンサー。現在は同社のビジネス開発部所属で、ECサイトの運営などに携わっている（2021年時点）。

## 来歴
神奈川県横浜市出身。法政大学第二高等学校、法政大学卒業。1995年に入社。アナウンサー末期には主にフィールドキャスターを担当した。同局の元・契約アナウンサー（現在はフリーアナウンサー）山形安代と結婚し、現在5児(3男2女)の父。『人生が変わる1分間の深イイ話』では、2015年の夏から家族が数回取り上げられシリーズ化された。
『KYT news every.』内の特集コーナー「鹿児島の道路ここを直して!」（『KYTニュースプラス1』時代に開始、次番組でも継続）を担当。また、第92回全国高校サッカー選手権大会では、準々決勝の星稜対修徳戦の全国中継を担当。
2017年9月30日をもってアナウンサー職を離れ、同年10月1日から編成部に異動。のちに鹿児島読売テレビの新設部署であるビジネス開発部へ異動。ECサイト「KYTかごしま情熱市場」の運営に携わっている。

## 過去の担当番組
- KYTニュースプラス1（2001年10月1日 - 2002年3月）
- KYT news every.（フィールドキャスター・特集コーナーリポーター・内田直之不在時の代理キャスター）
- スポーツ中継（高校サッカー、野球、空手など）ほか
  - 全国高校サッカー選手権大会実況（第74回大会 - 第95回大会）[1]

## 著書
- 伝えたい、この想い 第100回全国高校サッカー選手権記念 アナウンサーたちのロッカールーム（2021年、東京ニュース通信社・講談社）[1][5][6][7] ISBN 978-4-06-526740-0
  - 藤井貴彦（日本テレビ）・福岡竜馬（福岡放送）・岡崎和久（札幌テレビ放送）などとの共著。